# High-Bandwidth Digital Content Protection
La protección de contenido digital de elevado ancho de banda o HDCP (del inglés High-Bandwidth Digital Content Protection) es una especificación desarrollada por Intel para controlar el contenido de audio y vídeo digital que se transmite mediante las conexiones DisplayPort, DVI, HDMI, Gigabit Video Interface (GVIF), o Unified Display Interface (UDI). La especificación es propietaria, y sus implementaciones deben ser licenciadas, de lo cual se encarga Digital Content Protection. Es un tipo de gestión digital de derechos.
Para todas las interfaces HDCP es opcional. Sin embargo, si el origen del contenido requiere HDCP, entonces todos los equipos que deseen recibir ese contenido deben soportar HDCP.
HDCP es licenciado por Digital Content Protection, LLC, un subsidiario de Intel. Además de una cuota anual, los adoptantes licenciados de la tecnología aceptan las condiciones expuestas en el Acuerdo de Licencia HDCP. Por ejemplo, las fuentes de video digital de alta definición no deben transmitir contenido protegido a receptores que no cumplen con la especificación HDCP. Adicionalmente, el contenido audio DVD está restringido a calidad de audio de CD o menos sobre salidas digitales que no son HDCP (la salida de audio analógica no tiene límites de calidad). Adoptantes licenciados no pueden permitir que sus equipos hagan copias del contenido, y deben diseñar sus productos de manera que "efectivamente frustren los intentos de derrotar los requerimientos de protección de contenidos". La tecnología a veces causa problemas de establecimiento de comunicación entre dispositivos, especialmente con pantallas de alta definición más antiguas.

## Criptoanálisis
Las investigaciones en criptoanálisis demostraron errores graves en el HDCP por primera vez en 2001, previamente a su adopción en cualquier producto comercial. Scott Crosby, de la universidad Carnegie-Mellon, escribió un artículo con Ian Goldbert, Robert Johnson, Dawn Song y David Wagner titulado A Cryptanalysis of the High-bandwidth Digital Content Protection System (Criptoanálisis del HDCP). Este mismo artículo se presentó en el ACM-CCS8 DRM Workshop el 5 de noviembre de 2001.
Los autores llegaron a las siguientes conclusiones:

El cambio lineal de la clave del HDCP es una debilidad fundamental. Podemos:
- Escuchar cualquier dato
- Clonar cualquier dispositivo con solo su clave pública
- Evitar cualquier lista negra de dispositivos
- Crear nuevas claves vectoriales de dispositivos
- Como suma, podemos usurpar la autoridad completamente.

Por las fechas en las que Scott Crosby escribía este artículo, el renombrado criptógrafo Niels Ferguson proclamó haber roto el esquema del HDCP; sin embargo, decidió no publicar sus investigaciones debido a asuntos legales que surgían del Digital Millennium Copyright Act.

### Publicación de la clave maestra
El 14 de septiembre de 2010, el sitio web Engadget informó de la publicación de una posible llave maestra válida que podría neutralizar la protección de HDCP. No estuvo claro de forma inmediata quién descubrió la clave ni cómo la descubrió, aunque el descubrimiento fue anunciado vía Twitter y copiado en Pastebin, donde se encontraba la clave y las instrucciones de como usarla. Más tarde Intel confirmó que esta clave era válida y que el código de HDCP había sido pirateado.

## Usos
Los reproductores de HD DVD y Blu-ray Disc sólo darán salida de alta resolución mediante el HDCP. Si son conectados a una televisor sin HDCP, el reproductor enviará una señal muestreada a la baja de 540p. En un principio, los televisores no contarán con capacidad HDCP, lo que restará muchos de los beneficios del HD DVD y Blu-ray. Sin embargo, la mayoría de esos televisores no pueden mostrar una imagen de mayor calidad que 575 líneas en el sistema PAL, y no se beneficiarían, de todos modos, de la nueva alta resolución.
En cuanto a las videoconsolas, una conexión HDMI-DVI (consola-televisor, respectivamente) no funcionaría si el televisor o monitor utilizado no tiene HDCP. Aun siendo prácticamente casi la misma conexión (ambas digitales y soportando alta resolución), solo se mostraría la señal en el televisor con aparatos especiales que conviertan la señal desde otra fuente (como VGA) a HDMI.

## Compatibilidad de interfaces por versión
| Versión de HDCP | Interfaces compatibles                                                                                 |
| --------------- | --- |
| 1.0             | DVI |
| 1.1             | DVI, HDMI                                                                                              |
| 1.2             | DVI, HDMI                                                                                              |
| 1.3             | DVI, HDMI, UDI, GVIF, DP                                                                               |
| 2.0             | [Adaptación Independiente de la Interfaz, Cualquier interfaz basada en IP, comprimida o no comprimida] |